# Полинезия
Полине́зия (от др.-греч. πολύς и νῆσος — много островов) — субрегион Океании, состоящий из более чем 1000 островов, рассредоточенных по центральной и южной части Тихого океана между 23°30’с. ш. — 28°ю. ш. и 176°в. д. — 109°20’з. д. Коренные народы, населяющие острова Полинезии, называют полинезийцами. Они имеют много схожих черт, в том числе язык, культуру и верования. Исторически сложилось так, что они являются опытными мореплавателями, способными плавать в ночное время и ориентироваться по звёздам.
Термин «Полинезия» впервые был использован французским писателем Шарлем де Броссом в 1756 году, и первоначально применялся ко всем островам Тихого океана. В 1831 году во время лекции в Парижском Географическом Обществе французский путешественник, мореплаватель, океанограф Жюль Дюмон-Дюрвиль предложил ограничение в использовании термина.
Образует треугольник, вершинами которого являются: Гавайские острова на севере, Остров Пасхи на юго-востоке и Новая Зеландия на юго-западе, однако на этих островах сейчас полинезийцы составляют лишь небольшую часть населения, ещё меньше людей владеет полинезийскими языками.
В современной Полинезии широко распространены английский язык (на большинстве островов), французский язык (во Французской Полинезии, а также в Уоллис и Футуна, наряду с английским — в Вануату). На острове Пасхи преобладает испанский язык.

## География Полинезии

### Геология
Острова главным образом вулканического и кораллового происхождения. Вулканические острова гористые (высота свыше 4000 м; на Гавайских островах 4202 м), коралловые — плоские, низменные. На Гавайских островах и Самоа — действующие вулканы. Большинство островов окружено коралловыми рифами.

### Территория
Площадь Полинезии (без Новой Зеландии) составляет 26 тыс. км². Гористые острова покрыты густыми вечнозелёными субэкваториальными и тропическими лесами, сосредоточенных на неветряных склонах; подветренные склоны покрыты преимущественно пустынями. На побережье произрастают кокосовые пальмы, хлебные деревья, панданусы. В фауне Полинезии отсутствуют крупные млекопитающие, много птиц.
Основная культура — кокосовая пальма. Выращиваются также бананы, сахарный тростник, ананасы, киви, какао, каучук, рис и др. Добывается жемчуг, есть компании по вылову морских черепах.
Острова Полинезии находятся на путях, связывающих Америку с Юго-Восточной Азией и Австралией. Крупнейшие города и порты Полинезии: Гонолулу (Гавайи), Папеэте (Таити), Апиа (Самоа), Паго-Паго (Американское Самоа).

### Население
Население Полинезии составляло 1,2 млн человек в 1969 г. Население Полинезии складывается из двух основных групп: коренных полинезийцев и выходцев из Европы, Америки и Азии. Первые, представленные различными полинезийскими народами, резко преобладают на островах Тонга, Самоа, Уоллис, Хорн, Тувалу, Токелау, Лайн, Кука (вместе с островом Ниуэ), Общества, Тубуаи, Туамоту, Гамбье, Маркизских, острове Пасхи. В Новой Зеландии же большинство населения составляют англо-новозеландцы (потомки выходцев из Великобритании и Ирландии), на Гавайях — американцы США и японцы; там живут также филиппинцы, китайцы и др. Группа китайцев есть и на острове Таити. На некоторых островах Лайн живут микронезийцы — выходцы из островов Гилберта. 

### История Полинезии
Полинезия начала заселяться около 4000 лет назад с территории Тайваня через Филиппины. Далее переселенцы из этого региона образовали культуру лапита (Вануату), которая считается основополагающей для Полинезии. Заселение ряда отдалённых островов — таких как Гавайи и остров Пасхи — происходило в период, соответствующий европейскому Средневековью. Контакт полинезийцев и американских индейцев в доколумбову эпоху считается доказанным.
Анализ геномных вариаций 807 особей из 17 островных популяций со всей Полинезии и 15 групп коренных американцев Тихоокеанского побережья убедительно свидетельствует о том, что до заселения острова Пасхи в Восточной Полинезии около 1200 года произошло единственное пересечение между полинезийцами и группой коренных американцев, наиболее тесно связанной с индейским народом сену в современной Колумбии. Чтобы доказать, что пересечения между полинезийцами и коренными американцами случались, необходимы подтверждения из древних генетических образцов.

### Группы островов
| Основная Полинезия |
| --- |
| - Американское Самоа - США, Гавайские острова - Самоа - Новая Зеландия - Ниуэ - Острова Кука - Токелау - Исла-де-Паскуа: - Остров Пасхи - Сала-и-Гомес - Острова Питкэрн - Тонга - Тувалу - Кирибати: - Острова Лайн — Центральные Полинезийские Спорады - Острова Феникс - Французская Полинезия: - Тубуаи - Маркизские острова - Острова Общества - Туамоту - Острова Гамбье - Уоллис и Футуна - Ротума - Остров Норфолк |

Пограничные территории
| Меланезия |
| --- |
| - Вануату: - Меле - Эмаэ - Папуа — Новая Гвинея: - Нукуриа - Нукуману - Такуу - Соломоновы Острова: - Анута - Беллона - Онтонг-Джава - Пилени - Реннелл - Сикаиана - Тикопиа - Фиджи |

| Микронезия                                                  |
| ----------------------------------------------------------- |
| - Федеративные Штаты Микронезии: - Капингамаранги - Нукуоро |

| Антарктида                                                                              |
| --------------------------------------------------------------------------------------- |
| - Острова Антиподов - Острова Окленд (самое южное из известных полинезийских поселений) |

## Языки Полинезии
Основными языками Полинезии являются полинезийские языки. В качестве внешних языков распространены также английский и французский.

## Мореплавание народов Полинезии
Эти народы, являясь «народами моря», прекрасно владели искусством мореплавания, которое было жизненно необходимым. Они знали карты звёздного неба, ориентировались по ним, знали направления ветров, близлежащие острова и многое другое. Полинезийские корабли (проа) можно считать полноправными покорителями просторов Тихого океана.

## Государственное устройство
| Остров(а)                                                         | Государственная принадлежность                       | Столица, административный центр | Численность населения |
| ----------------------------------------------------------------- | ---------------------------------------------------- | ------------------------------- | --------------------- |
| Американское Самоа                                                | США                                                  | Паго-Паго (остров Тутуила)      | 65 519 (2013)         |
| Гавайские острова                                                 | США                                                  | Гонолулу (остров Оаху)          | 1 360 301 (2010)      |
| Западное Самоа                                                    | республика                                           | Апиа, остров Уполу              | 188 540 (2008)        |
| Новая Зеландия                                                    | Независимый член Британского Содружества             | Веллингтон (остров Северный)    | 4 443 900 (2012)      |
| Ниуэ                                                              | Новая Зеландия                                       | Алофи                           | 1398 (2009)           |
| Острова Кука                                                      | Новая Зеландия                                       | Аваруа (остров Раротонга)       | 19 569 (2006)         |
| Токелау                                                           | Новая Зеландия                                       | атолл Факаофо                   | 1411 (2011)           |
| Исла-де-Паскуа (остров Пасхи)                                     | Специальная территория и провинция Чили              | Анга-Роа                        | 5806 (2012)           |
| Питкэрн                                                           | Заморская территория Великобритании                  | Адамстаун                       | 69 чел. (2013)        |
| Тонга                                                             | королевство                                          | Нукуалофа (остров Тонгатапу)    | 120 898 (2009)        |
| Тувалу                                                            | Независимый член Британского Содружества             | Фунафути                        | 10 544 (2011)         |
| Тубуаи Маркизские острова Острова Общества Туамоту Острова Гамбье | Французская Полинезия (Заморское сообщество Франции) | Папеэте (остров Таити)          | 291 тыс. (2010)       |
| Уоллис и Футуна                                                   | Заморское сообщество Франции                         | Мата-Уту, остров Уоллис         | 13 445 (2008)         |
| Острова Лайн                                                      | Кирибати, США                                        |                                 | 8809 (2005)           |
| Острова Феникс                                                    | Кирибати                                             | На острове Кантон               | 41 (2005)             |